# Alhambra (Californië)
Alhambra is een plaats (city) in de Amerikaanse staat Californië, en valt bestuurlijk gezien onder Los Angeles County.

## Demografie
Bij de volkstelling in 2000 werd het aantal inwoners vastgesteld op 85.804.
In 2006 is het aantal inwoners door het United States Census Bureau geschat op 87.506, een stijging van 1702 (2,0%).

## Geografie
Volgens het United States Census Bureau beslaat de plaats een oppervlakte van
19,7 km², geheel bestaande uit land. Alhambra ligt op ongeveer 61 m boven zeeniveau.

## Plaatsen in de nabije omgeving
De onderstaande figuur toont nabijgelegen plaatsen in een straal van 8 km rond Alhambra.

## Geboren
- James Watkins (1927 - 2012), militair
- Jim Rathmann (1928 - 2011), autocoureur
- Dean Cundey (1946), cameraman